# Mahaska (chef amérindien)
Mahaska (en iowa : Maxúshga, prononcé [mõxuʃꜜkɐ] ; Maxúhga), ou White Cloud, (1784 – 1834) était un chef amérindien de la tribu des Iowas. Son fils, également nommé Mahaska, était mieux connu sous le nom de Francis White Cloud.

## Biographie
Mahaska est né dans la tribu des Iowas. Il devint chef très jeune après avoir tué plusieurs Sioux ennemis pour venger la mort de son père.
Plus tard, Mahaska aurait tué un commerçant français dans une dispute ; il a été arrêté et emprisonné à Saint-Louis, Missouri. Après s'être échappé, il mena un raid contre les Osages.
Par la suite, Mahaska déposa les armes et adopta le mode de vie des colons euro-américains, en construisant une maison en rondins et en cultivant la terre. Il refusa de laisser ses braves venger la mort d'un chef iowa nommé Crane aux mains des Omahas en 1833. Lorsque plusieurs Iowas tuèrent six guerriers omahas, Mahaska aida à leur arrestation.
L'année suivante, l'un des Iowas s'échappa de Fort Leavenworth et tua Mahaska en lui tirant dans le dos alors qu'il était assis près de son feu de camp. Il fut enterré le long de la rivière Nodaway à Edna Township.
Mahaska est depuis devenu un symbole pour les colons, des vertus du mode de vie indigène et de la possibilité de paix entre les autochtones et les colons,.

## Héritage et honneurs
- Le comté de Mahaska en Iowa fut nommé d'après lui ;
- L'USS Mahaska fut nommé en son honneur.

La première commande publique du sculpteur Sherry Edmundson Fry était une statue en bronze de Mahaska. Récemment restauré, il se tient toujours sur son piédestal sur la place du palais de justice d'Oskaloosa, qui est le siège du gouvernement du comté de Mahaska, dans l'Iowa, dans la partie sud-est de l'État. À droite de la base se trouve la signature de l'artiste « SE Fry, 1907 ».
Lorsqu'il accepta la commission Mahaska en 1906, Fry vivait à Paris. Il retourna dans l'Iowa l'été suivant pour faire des dessins préparatoires de Meskwaki dans la colonie voisine de Tama, Iowa, et pour collecter des artefacts amérindiens et d'autres matériaux de référence. De retour à Paris, il commence une maquette en argile, qu'il expose pour la première fois au salon de Paris en 1907. Un an plus tard, il expose la dernière sculpture grandeur nature, pour laquelle il reçoit le prix de Rome. Peu de temps après, il a été expédié aux États-Unis et est arrivé à Oskaloosa par chemin de fer. La dédicace formelle de la statue, qui fut suivie par « une foule de 12 000 spectateurs trempés par la pluie », a eu lieu le 12 mai 1909,.